# 320541 Asiaa
320541 Asiaa è un asteroide della fascia principale. Scoperto nel 2008, presenta un'orbita caratterizzata da un semiasse maggiore pari a 2,389860 UA e da un'eccentricità di 0,146216, inclinata di 6,455917° rispetto all'eclittica.